# Lorenzo González
Lorenzo González (Panaquire, Venezuela, 5 de enero de 1923 - Madrid, España, fecha no determinada) fue un cantante venezolano de boleros y música tropical.

## Trayectoria artística
En su juventud ganó un concurso de aficionados en Radio Tropical (Caracas), como no tenía éxito en Venezuela, decidió emigrar a España. Debutó en Madrid en la primavera de 1952, en la sala de fiestas Casablanca, y obtuvo un éxito inmediato, luego actuaría en Radio Madrid. Se presentó con su orquesta tocando boleros y música tropical, su característica voz y su perfecta dicción hicieron que el público pensase que González era el nuevo Antonio Machín. Se presentó en los mejores lugares de Madrid y Barcelona y estrenó sus propios espectáculos en el teatro Victoria y fue cantante invitado de la cadena de hoteles Hilton en todo el mundo. En Venezuela recibió el premio Guacaipuro de Oro.
A principios de los años cincuenta, el cantante incluyó en su repertorio los temas de Bobby Capó (1921-1989) "Niña", "Cómo duele una traición", "Piel canela" y "Luna de miel en Puerto Rico". Su primer disco en España fue Cabaretera (de Bobby Capó), grabado con la discográfica Odeón. En Valencia grabó el bolero “Hola, ¿qué tal?” (de Gilberto Urquiza, cubano afincado en México), “Cita a las 6” y “Niña”.
En mayo de 1954, González contrató en su orquesta al joven pianista español Tete Montoliu (1933-1997), que en ese entonces tenía 21 años. En los años cincuenta y sesenta actuó en Salas de fiestas de varias ciudades españolas hasta finales de los años 90. Según fuentes periodísticas falleció en Madrid, donde residía, en una fecha no determinada.

## Discografía parcial

### Singles y Eps
- Tu personita (7", EP) Odeon 1956
- Historia de un amor / Mujer sin corazón / No me hagas recordar / Déjame. Odeon 1957
- Cariñito azucarado  (7", EP) Odeon 1958
- Nena / Brujería / Xipna Aghapi Mou / Un rayito de luna (7", EP) La Voz De Su Amo 1960
- Moliendo café (7", EP) La Voz De Su Amo 1961
- Brigitte Bardot (7", EP) La Voz De Su Amo 1961
- N.º 21 El pasaporte (7", EP, Cle) La Voz De Su Amo 1961
- Quiero amanecé / Déjame / Linda mujer / Loco por ti (7", EP)	La Voz De Su Amo 1961
- Vi llorar a mi papá / Verde, verde / El patito / Cuatro palabras (7", EP) Zafiro 1964
- Amor correspondido / País tropical (7", Single) Movieplay 1970
- Hablaré catalán / Oye como va (7", Single) Movieplay 1971

### Elepés
- Lorenzo González con Gran Orquesta de Estudio - Ensueño Guaraní (Odeon 1966)
- Ensueño guaraní (LP Odeon 1968)
- Moliendo café (LP Regal 1971)
- Lorenzo González (LP Club Populi 1971)
- Lorenzo González (LP Orlador, Universal 1971)
- Nuevas grabaciones (LP Movieplay 1972)
- Lorenzo ahora (LP Movieplay 1973)